# Johannes Werner Garten
Johann Werner Garten SJ (Werner, Hortus, Gartner, 1549, Hesensko – po 1607 Kladsko?) byl jezuitský teolog a čtvrtý rektor Jezuitské koleje v Olomouci, která se r. 1573 stala univerzitou.
Pocházel z Hesenska, v roce 1569 složil sliby v jezuitském řádu, nejpozději od roku 1587 v olomoucké koleji. 10. srpna 1589 se stal vicerektorem olomoucké koleje, od září 1590 jejím rektorem a byl jím až do ledna 1596, pak odešel zakládat kolej do Kladska, kde někdy po r. 1607 zemřel.